# Lukas Pöstlberger
Lukas Pöstlberger (Vöcklabruck, 10 gennaio 1992) è un ciclista su strada e ciclocrossista austriaco che corre per la formazione dilettantistica tedesca Rose Racing Circle; professionista dal 2016 al 2023 e vincitore della prima tappa del Giro d'Italia 2017.

## Carriera
Tra gli Juniores vince il campionato nazionale di ciclocross nel 2009. Passato tra gli Under-23/Elite nel 2011 con il team Continental RC ARBÖ Gourmetfein Wels, nel 2012 è campione austriaco su strada e vincitore di una tappa al prestigioso Tour de l'Avenir. Nel 2013 vince il Grand Prix Kranj, e l'anno dopo, con la maglia del Tirol Cycling Team, il Tour Bohemia.
Nel 2015 fa suoi il prologo all'Istrian Spring Trophy, la classifica generale dell'An Post Rás e una tappa all'Giro d'Austria; questi risultati gli valgono il passaggio come stagista, per gli ultimi mesi del 2015, nel team Professional Bora-Argon 18, e la conferma in squadra nel 2016 come corridore professionista. Al primo anno da pro vince una tappa all'Oberösterreichrundfahrt e debutta in alcune gare del calendario World Tour, tra cui Giro delle Fiandre e Cyclassics Hamburg.
Nel 2017, con la rinnovata squadra World Tour Bora-Hansgrohe, partecipa a diverse classiche di primavera e si piazza quinto all'E3 Harelbeke. In maggio prende il via al 100º Giro d'Italia (suo primo grande giro) vincendo a sorpresa la prima tappa a Olbia con un allungo all'ultimo chilometro; grazie alla vittoria veste la maglia rosa (è il primo austriaco a riuscirci nella storia del Giro), perdendo comunque il primato già l'indomani a favore di André Greipel. Entra nella fuga di giornata alla 6ª tappa, piazzandosi terzo sul traguardo posto sullo strappo di Terme Luigiane a 12" dal vincitore Silvan Dillier.
Nel 2021 vince la seconda tappa del Giro del Delfinato.

## Palmarès

### Strada
- 2012 (RC ARBÖ Gourmetfein Wels, tre vittorie)

Campionati austriaci, Prova in linea Under-23
Campionati austriaci, Prova in linea
3ª tappa Tour de l'Avenir (Pont-d'Ain > Annemasse)
- 2013 (Team Gourmetfein-Simplon, due vittorie)

Campionati austriaci, Prova in linea Under-23
Grand Prix Kranj
- 2014 (Tirol Cycling Team, una vittoria)

Tour Bohemia
- 2015 (Tirol Cycling Team, tre vittorie)

Prologo Istrian Spring Trophy (Umago, cronometro)
Classifica generale An Post Rás
7ª tappa Giro d'Austria (Kitzbühel > Innsbruck)
- 2016 (Bora-Argon 18, una vittoria)

4ª tappa Oberösterreichrundfahrt (Traun > Windischgarsten)
- 2017 (Bora-Hansgrohe, una vittoria)

1ª tappa Giro d'Italia (Alghero > Olbia)
- 2018 (Bora-Hansgrohe, una vittoria)

Campionati austriaci, Prova in linea
- 2021 (Bora-Hansgrohe, una vittoria)

2ª tappa Giro del Delfinato (Brioude > Saugues)
- 2023 (Team Jayco AlUla, una vittoria)

Hong Kong Cyclothon

#### Altri successi
- 2011 (RC ARBÖ Gourmetfein Wels)

1ª tappa Sibiu Cycling Tour (Poplaca > Sibiu, cronosquadre)
- 2012 (Team Gourmetfein - Wels)

Welser Sparkassen Innenstadt-Kriterium
- 2013 (Team Gourmetfein - Wels)

Classifica giovani Sibiu Cycling Tour
- 2014 (Tirol Cycling Team, una vittoria)

Schwaz
- 2015 (Tirol Cycling Team)

Classifica scalatori Oberösterreichrundfahrt
- 2017 (Bora-Hansgrohe)

Welser Sparkassen Innenstadt-Kriterium

### Ciclocross
- 2008-2009 (Juniores)

Campionati austriaci, Prova Juniores

## Piazzamenti

### Grandi Giri
- Giro d'Italia

2017: 114º
2023: 94º
- Tour de France

2018: 132º
2019: non partito (18ª tappa)
2020: ritirato (19ª tappa)
2021: 116º
- Vuelta a España

2018: non partito (19ª tappa)

### Classiche monumento
- Milano-Sanremo

2023: 122º
- Giro delle Fiandre

2016: ritirato
2017: ritirato
2019: 74º
2020: 97º
2021: ritirato
- Parigi-Roubaix

2023: ritirato
- Liegi-Bastogne-Liegi

2017: 138º

### Competizioni mondiali
- Campionati del mondo

Offida 2010 - Cronometro Juniores: 23º
Offida 2010 - In linea Juniores: 34º
Valkenburg 2012 - In linea Under-23: 80°
Toscana 2013 - Cronometro Under-23: 61º
Toscana 2013 - In linea Under-23: ritirato
Ponferrada 2014 - Cronometro Under-23: 11º
Ponferrada 2014 - In linea Under-23: 93º
Richmond 2015 - Cronometro Elite: 48º
Richmond 2015 - In linea Elite: ritirato
Bergen 2017 - Cronosquadre: 10º
Bergen 2017 - Cronometro Elite: 46º
Bergen 2017 - In linea Elite: 22º
Innsbruck 2018 - Cronosquadre: 8º
Innsbruck 2018 - In linea Elite: ritirato
Yorkshire 2019 - In linea Elite: ritirato
Glasgow 2023 - In linea Elite: ritirato
Glasgow 2023 - Staffetta mista: 9º

### Competizioni continentali
- Campionati europei

Offida 2011 - Cronometro Under-23: 55º
Offida 2011 - In linea Under-23: ritirato
Goes 2012 - Cronometro Under-23: 18º
Goes 2012 - In linea Under-23: 95º
Olomuc 2013 - Cronometro Under-23: 45º
Olomuc 2013 - In linea Under-23: 9º
Plumelec 2016 - Cronometro Elite: non partito
Monaco di Baviera 2022 - In linea Elite: 125º